# Henning Große
Henning Große, Henning Grosse (der Ältere) und auch Henning Groß (* 14. August 1553 in Halberstadt; † 10. November 1621 in Leipzig) war einer der bedeutendsten Buchhändler und Verleger seiner Zeit in Leipzig. Er schuf den ersten Katalog zur Leipziger Messe.

## Leben und Wirken
Henning Große wurde bereits als Schüler nach Braunschweig geschickt, um dort von dem „vir literatissimus“, Rektor der Stadtschule, Matthias Bergius (1536–1592), unterrichtet zu werden. Danach begann er eine Lehre bei dem angesehenen Buchhändler Konrad König in Leipzig. Schnell stieg er hier nach seiner Lehrzeit zum Handlungsbevollmächtigten auf und übernahm bereits 1577 den Buchhandel. Dieser blieb danach für 182 Jahre im Familienbesitz und wurde 1759 vom Verleger und Buchhändler Philipp Erasmus Reich, dem Leiter der Weidmannschen Buchhandlung, übernommen.
Im Jahre 1590 wurde Henning Große zusätzlich noch zum Ratsherrn gewählt. Dieses Amt hatte er allerdings kurze Zeit später wieder aufgegeben, da er in der Zeit des Kryptocalvinismus nicht bereit war, die Visitationsartikel von 1592 zu unterschreiben.
Ab 1580 war er zusätzlich als Verleger tätig und 1585 erschien durch ihn der erste Buchmesskatalog: Catalogus novus omnium librorum quinundinis autumnalibus Francofurti ad moenum et Lipsiae Anno XCIIII…, auch „Catalogus Universalis“ genannt, welcher bis 1860 regelmäßig aufgelegt wurde.
Im Jahre 1600 publizierte er den Elenchus, eine Zusammenfassung der Neuerscheinungen der Jahre 1593–1599, welcher fortan bis 1759 im Alleinvertrieb des Große’schen Verlages verblieb. Groß galt fortan als „Urvater“ des Leipziger Buchhandels, den Wurzeln der Leipziger Buchmesse. Er tätigte darüber hinaus zahlreiche Bücherstiftungen, die vor allem geistlichen Institutionen zugutekamen.
Im Herbst 1621 wurde er zum Bürgermeister der Stadt Leipzig gewählt, konnte das Amt aber auf Grund einer schweren Erkrankung nicht mehr antreten, an der er wenige Tage später verstarb. Henning Große war zweimal verheiratet und hatte drei Töchter und vier Söhne, wobei sich drei seiner Söhne ebenfalls als Buchhändler und Verleger einen guten Ruf erwarben. Einer der Enkel von Henning Große war der Leipziger Ratsherr und Baumeister Johann Grosse.